# Меженіновське сільське поселення
Межені́новське сільське поселення (рос. Межениновское сельское поселение) — сільське поселення у складі Томського району Томської області Росії.
Адміністративний центр — село Меженіновка.
Населення сільського поселення становить 2009 осіб (2019; 2007 у 2010, 1877 у 2002).
Станом на 2002 рік усі населені пункти перебували у складі Богашовської сільської ради.

## Склад
До складу сільського поселення входять:
| Населений пункт    | Населення, осіб (2002) | Населення, осіб (2010) |
| ------------------ | ---------------------- | ---------------------- |
| 26 км, селище      | 1                      | 7                      |
| 41 км, селище      | 1                      | 7                      |
| Басандайка, селище | 760                    | 779                    |
| Зарічний, селище   | 8                      | 19                     |
| Меженіновка, село  | 1090                   | 1170                   |
| Смена, селище      | 17                     | 25                     |